# Club Esportiu Europa (femení)
La secció de futbol femení del Club Esportiu Europa va ser fundada l'any 2001. El seu primer equip militarà a la Primera Federació, segona categoria de la lliga femenina espanyola. Disputa els seus partits al Nou Sardenya i compta amb 11 equips de diferents edats.

## Història

### Anys 2000. Primers passos
L'estiu de l'any 2001 el directiu del club Josep Maria Capdevila va iniciar les gestions per portar un grup de jugadores de la UE Taxonera, club desaparegut aquell any, per integrar-se dins el club juntament amb el seu entrenador, Pere Herrera. Poc després naixia l'equip femení, que a la temporada 2001-02 va començar a competir des de la Tercera Divisió catalana, la categoria més baixa del futbol femení territorial.
Les primeres temporades de l'equip van suposar tres ascensos consecutius a Segona Divisió catalana (2002), Primera Divisió catalana (2003) i Primera Nacional estatal (Segona Divisió des de 2011) (2004).

### Anys 2010. Consolidació a la segona categoria
Des de llavors l'equip va mantenir-se al segon nivell absolut de la competició estatal durant vuit temporades seguides. La temporada 2011-12 va baixar a Preferent, però va recuperar la categoria al cap d'un any. Des de llavors va mantenir-se sense problemes a Segona Divisió entre els primers classificats, però sense jugar mai a fase d'ascens a Primera Divisió.
El 2019, amb la reestructuració de categories del futbol femení espanyol, la categoria va convertir-se en un tercer nivell de competició i va recuperar el nom de Primera Nacional. Durant alguns anys, l'equip ha continuat competint en aquesta divisió, igualment amb bons resultats, però sense opcions d'ascens.

### Anys 2020. Creixement esportiu i social
L'any 2022 va aconseguir el campionat, però gràcies a una reestructuració, va seguir al tercer nivell. Un any després, però, va pujar a la segona categoria, la Primera Federació. Al acabar aquesta temporada 2023-24, va tornar a baixar a Segona Federació. No obstant això, l'equip va aconseguir l'ascens a la temporada 2024-25 i va pujar així de nou a Primera Federació.
Mentrestant, el Club ha impulsat diverses iniciatives per lluitar contra la desigualtat de gènere. Per exemple, ofereix a les seves sòcies l'opció d'aplicar un descompte de 20% al preu per fer-se sòcies (corresponent a la bretxa salarial a Catalunya), ha creat una comissió de dones i ha organitzat una jornada feminista. A més, s'ha observat un creixement de presència de dones als partits del club i un creixement del percentatge de dones entre tots els socis.

## Instal·lacions

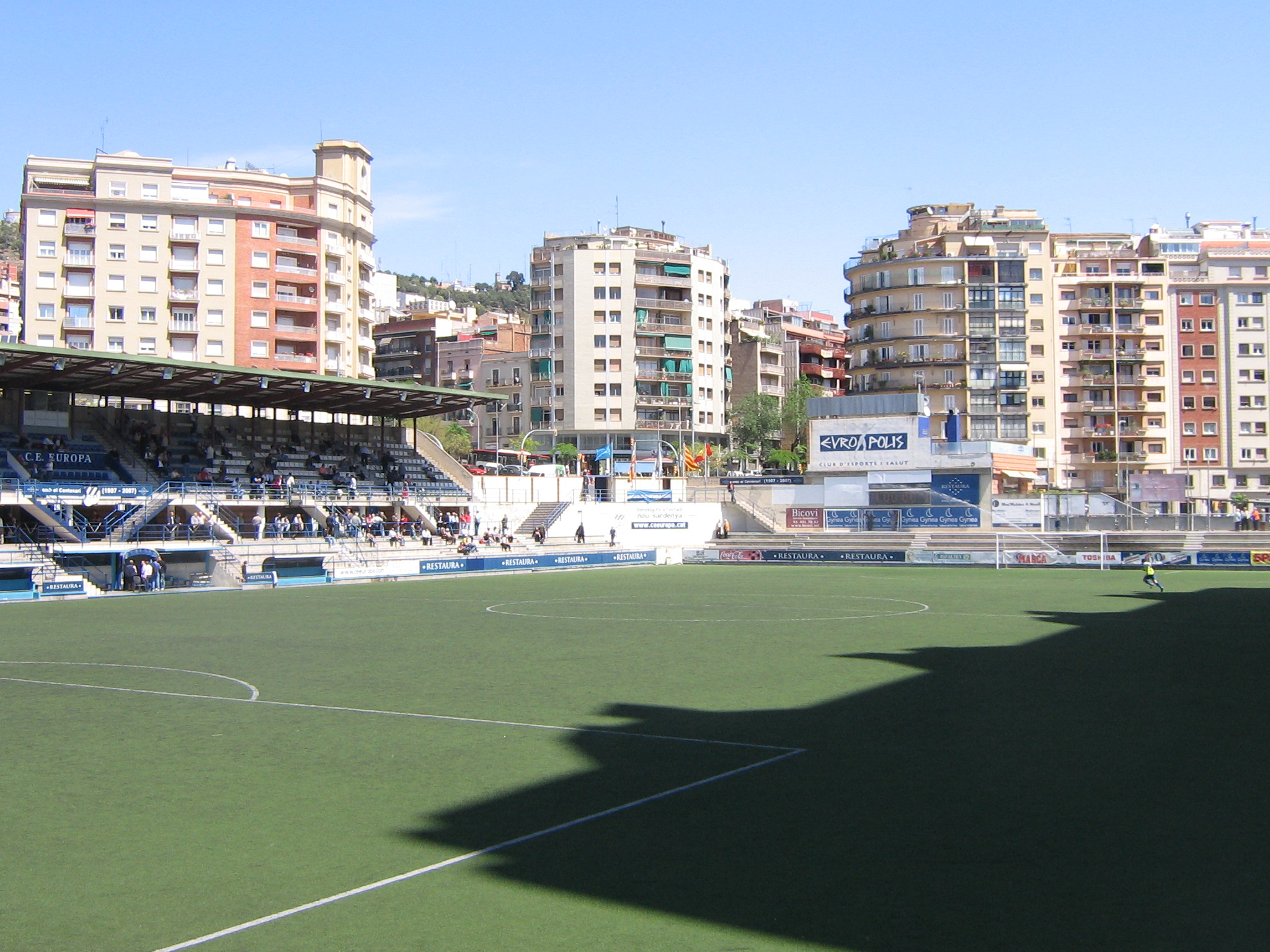
Vista actual del Nou Sardenya

### Nou Sardenya
El primer equip femení juga els seus partits al camp municipal Nou Sardenya, construït el 1940 i totalment refet l'any 1995. El camp té unes dimensions de 100 x 63 metres i és de gespa artificial. Té una capacitat per a 4.000 espectadors, amb una tribuna coberta per a 1.000 persones.

### Camp de l'Àliga
Els equips del futbol base femení juguen els seus partits al Camp Municipal de l'Àliga, construït l'any 1991 i gestionat pel CE Europa entre 2001 i 2017. El camp té unes dimensions de 101 x 63 metres i és de gespa artificial des del 2004. Té una capacitat per a 1.600 espectadors.

## Futbol base
Immediatament després de la creació de l'equip femení la temporada 2001-02, el Club va anar bastint la seva estructura de futbol base. L'equip filial es va crear la temporada 2002-03 i després van sorgir l'infantil de futbol 7 (2003-04) i finalment l'equip cadet (2004-05). El futbol base s'ha mantingut fins a l'actualitat amb algunes modificacions posteriors, i arriba a constar de 9 equips diferents.

## Cronologia d'entrenadors
| - Pere Herrera (2001-2004) - Lluís Garcia Mur (2004-2006) - Siscu Pujol (2006-2009) - Natalia Astrain (2009-2010) - Siscu Pujol (2010-2011) | - Fredi Martín (2011-2012) - Carlos Navas (2012-2014) - Oriol Casadevall (2014) - Carlos Navas (2014-2015) - Álvaro del Blanco (2015-2017) | - Cristian Aleza (2017-2018) - Toni Camacho (2018-2019) - Fran Güells (2019-2021) - Joan Bacardit (2021-2024) - Nany Haces (2024-present) |

## Jugadores destacades
| Anys 2001-2010 |

| - Silvia Osta Ferrandiz | - Sandra Teixidó Funez | - Vanessa Obis López |

| Anys 2010-2020 |

| - Ana Belén Fuertes Ledó "Kaky" | - Eybis Medina Girón | - Júlia Jarque Villalba |

| Anys 2020-actual |

| - Clara de Clemente Santos | - Andrea Porta Arrabalin | - Pili Porta Arrabalin |

## Dades del Club

### Temporades
- Temporades a Primera Federació Femenina (2): 2023-24, 2025-26
- Temporades a Segona Federació Femenina (2): 2022-23, 2024-25
- Temporades a Segona Divisió (Lliga Nacional) (17): 2004-05 a 2011-12 i 2013-14 a 2019-22
- Temporades a categories regionals (4): 2001-02 a 2003-04 i 2012-13

### Classificacions a la Lliga
Font: Hemeroteca de El Mundo Deportivo
| - 2001-02: Tercera regional (2n) - 2002-03: Segona regional (1r) - 2003-04: Primera regional (2n) - 2004-05: Primera Nacional, Gr. 3 (9è) - 2005-06: Primera Nacional, Gr. 3 (10è) - 2006-07: Primera Nacional, Gr. 3 (9è) - 2007-08: Primera Nacional, Gr. 3 (9è) - 2008-09: Primera Nacional, Gr. 3 (11è) - 2009-10: Primera Nacional, Gr. 3 (8è) | - 2010-11: Primera Nacional, Gr. 3 (7è) - 2011-12: Segona Divisió, Gr. 3 (12è) - 2012-13: Preferent catalana (1r) - 2013-14: Segona Divisió, Gr. 3 (4t) - 2014-15: Segona Divisió, Gr. 3 (6è) - 2015-16: Segona Divisió, Gr. 3 (5è) - 2016-17: Segona Divisió, Gr. 3 (4t) - 2017-18: Segona Divisió, Gr. 3 (6è) - 2018-19: Segona Divisió, Gr. 3 (9è) | - 2019-20: Segona Divisió, Gr. 3 (5è) - 2020-21: Segona Divisió, Gr. 3 (4t) - 2021-22: Segona Divisió, Gr. 3 (1r) - 2022-23. Segona Federació (2n) - 2023-24: Primera Federació (12è) - 2024-25: Segona Federació, Gr. 1 (1r) - 2025-26: Primera Federació |

 - Campionat de Lliga 

 - Ascens 

 - Descens

### Copa Catalunya
La Copa Catalunya es disputa anualment des del 2005. Segueix el model de la competició masculina del mateix nom vigent des del 1984, amb successives eliminatòries i final a partit únic. El CE Europa ha tingut un paper destacat a la competició els anys 2006, 2007, 2014 i 2017 quan va arribar a semifinals.
| - 2005: 1/4 final - 2006: Semifinal - 2007: Semifinal - 2008: No va participar - 2009: No va participar - 2010: 1a ronda - 2011: 1a ronda - 2012: 1/16 final | - 2013: 1/16 final - 2014: Semifinal - 2015: 1/4 final - 2016: 1/8 final - 2017: Semifinal - 2018: 2a ronda - 2019: 1/8 final - 2020: suspesa per la COVID-19 | - 2021: No va participar - 2022: 4a ronda - 2023: No va participar - 2024: 5a ronda - 2025: |

## Palmarès

### Títols oficials
- Campionat a Segona Divisió Nacional (1): 2021-22
- Campionat a Segona Federació FutFem (1): 2024-25
- Subcampionat a Segona Federació FutFem (1): 2022-23
- Campionat a categories regionals (2): 2002-03 i 2012-13
- Subcampionat a categories regionals (2): 2001-02 i 2003-04

### Títols amistosos
- Trofeu Vila de Gràcia (6): 2003, 2006, 2009, 2013, 2018 i 2019

## Torneig Vila de Gràcia

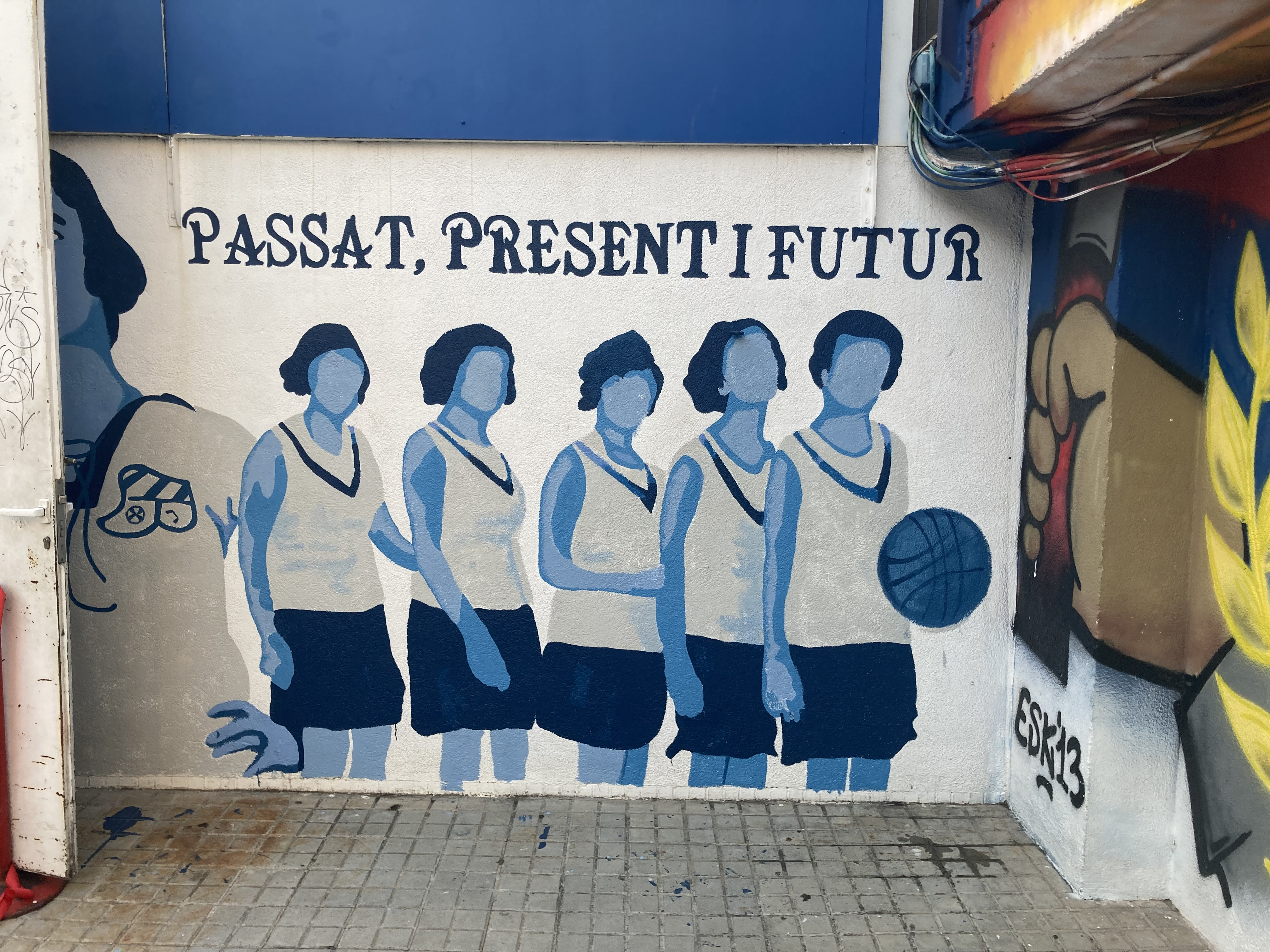
Un homenatge en la forma d'un mural a les dones que jugaven a bàsquet al CE Europa, inspirat en una fotografia del 1929, al Nou Sardenya.

Va néixer amb el nom de Torneig Caliu Gracienc, organitzat per la penya europeista del mateix nom des de la temporada 2003-04 i fins al 2013. El club el va recuperar el 2017 amb la denominació actual, similar a la del seu homònim masculí. Es juga anualment en el Nou Sardenya a partit únic, entre el primer equip femení i un equip convidat, a finals d'agost o principis de setembre i sol marcar l'inici de la temporada esportiva.

## Secció de bàsquet
Durant la celebració de l'Exposició Internacional de Barcelona l'any 1929, l'Europa va formar un equip femení que hi podia participar. Les jugadores eren Maria Lluïsa Doallo, Dolors Martínez, Maria Navarro, Josefa Roca i Àngela Martínez. Van guanyar el seu primer partit 18-0 contra el Tiberghien, però acabarien finalitzant al tercer lloc del torneig celebrat l'any 1930. No hi ha constància de la celebració de més partits de l'equip femení després d'aquesta competició.